# Comté de Bradford (Pennsylvanie)
Pour les articles homonymes, voir Comté de Bradford et Bradford (homonymie).
Le comté de Bradford est un comté américain de l'État de Pennsylvanie. Au recensement de 2020, le comté compte 59 967 habitants. Il a été créé le 21 février 1810, à partir des comtés de Lycoming et de Luzerne. À l'origine, le comté s'appelait le comté d'Ontario, avant d'être réorganisé et séparé du comté de Lycoming le 13 octobre 1812. Il fut alors renommé en comté de Bradford en l'honneur de William Bradford, un ancien président de la Cour suprême de Pennsylvanie.
Le siège du comté se situe à Towanda.
Le comté ne doit pas être confondu avec la ville de Bradford, du comté de McKean, plus à l'ouest.

## Démographie
| Groupe            | Comté de Bradford | Pennsylvanie | États-Unis |
| ----------------- | ----------------- | ------------ | ---------- |
| Blancs            | 93                | 73,5         | 58         |
| Latino-Américains | 1,5               | 8,1          | 19         |
| Afro-Américains   | 0,7               | 10,5         | 12,1       |
| Asiatiques        | 0,8               | 3,4          | 6,2        |
| Métis             | 3,7               | 3,3          | 4,1        |
| Autres            | 0,2               | 0,4          | 0,5        |
| Amérindiens       | 0,2               | 0,1          | 0,9        |
| Océano-américains | 0,02              | 0,02         | 0,2        |
| Total             | 100               | 100          | 100        |